# Lissocarcinus orbicularis
El cangrejo arlequín (Lissocarcinus orbicularis) es una especie de cangrejo de la familia Portunidae, orden Decapoda.
Este colorido cangrejo rojo con manchas blancas habita en el Indo-Pacífico y el Golfo de Bengala, así como también parte del Mar del Coral. El nombre científico de la especie fue descrito válidamente por primera vez en 1852 por Dana.
Mide hasta 4 cm. Se encuentra en Fiyi y el Indo-Pacífico.